# Autostrada A18 (Belgia)
Autostrada belgiană A18 (clasificată ca E40) este o autostradă situată în provincia Flandra de Vest, care pornește de la intersecția cu A10, în apropierea localității Jabbeke. Aceasta își continuă traseul către granița cu Franța, trecând prin Veurne, unde este înlocuită de autostrada franceză A16.
Până în 1997, autostrada se termina înainte de graniță, însă de atunci este posibil să se continue drumul către Calais și Boulogne-sur-Mer fără întreruperi.

## Istorie
Construcția autostrăzii A18 a fost realizată în cinci tronsoane, care au fost date în folosință între 1977 și 1997.
- 01.04.1977: Secțiunea Jabbeke - Nieuwpoort
- 1989: Secțiunea Nieuwpoort - Oostduinkerke
- 1992: Secțiunea Oostduinkerke - Furnes (Veurne)
- 1996: Secțiunea Furnes (Veurne) - Adinkerke
- 27.06.1997: Secțiunea Adinkerke - granița franceză

## Traseu
| Descrierea traseului | |            |
| A16 E40              | |            |
|                      | Frontiera dintre Franța și Belgia.                                                                              |            |
| A18 E40              | |            |
| 1 - Adinkerke        | Orașe deservite: De Panne-Adinkerke, De Panne.                                                                  | N34        |
| 1a - Veurne          | Orașe deservite: Koksijde, Veurne, Ypres, De Panne, Kortrijk.                                                   | N8 N35 A19 |
| 2 - Oostduinkerke    | Orașe deservite: Koksijde-Oostduinkerke, Diksmuide, Koksijde-Oostduinkerke-Bad, Zona industrială Oostduinkerke. | N330       |
| 3 - Nieuwpoort       | Orașe deservite: Nieuwpoort, Diksmuide, Nieuwpoort-Bad.                                                         | N355       |
|                      | Zonă de servicii: Mannekensvere (în ambele sensuri).                                                            |            |
| 4 - Middelkerke      | Orașe deservite: Middelkerke, Diksmuide.                                                                        | N369       |
| 5 - Gistel           | Orașe deservite: Gistel, Torhout, Zona industrială Ostende, Aeroportul Internațional Oostende–Bruges.           | N33        |
|                      | Zonă de parcare: Westkerke (în ambele sensuri).                                                                 |            |
| Jabbeke              | Nod rutier între A10 și A18: Bruxelles, Bruges, Ostende (nod rutier parțial).                                   | A10 E40    |
| A18 E40              | |            |